# Drusus balcanicus
Drusus balcanicus là một loài Trichoptera trong họ Limnephilidae. Chúng phân bố ở miền Cổ bắc.